# サンスクエア
サンスクエアは、東京都北区王子にある複合レジャー施設である。ボウリング場やテニスコート、バッティングセンターなどのスポーツ施設のほか、飲食店やスーパーマーケット（東武ストア王子店）が入居する。運営は、日本製紙グループの日本製紙総合開発。

## 建物
京浜東北線王子駅東側の、十條製紙（1993年に山陽国策パルプと合併、現在の日本製紙）社宅跡に1972年に開業した。建物は王子駅側から見て左側のビル部と右側の遊技場部に分かれ、遊技場部は各階二層構造の3階建てで、ゴシック建築風の尖塔状アーチ型の窓が外観上の特徴となっている。遊技場部1階には東武ストアやKEY'S CAFÉ、衣料品店などが入る。2階はナムコのアミューズメント施設とバッティングセンター、3階がボウリング場で、屋上にはテニススクールとフットサルコートがある。ビル部は1階にワタミのファミリーレストラン「港町食堂ちゃぶまる」、中三階に漫画喫茶ゲラゲラが入る。建物前の広場には別棟のマクドナルドやすき家、花屋などが並ぶが、この広場もかつての社宅用地であった。建物裏手には石神井川に面したゴルフ練習場がある。ビルの塔屋にはボウリングのピンの巨大なオブジェ、明治通り（東京都道501号王子金町市川線）側の外壁の大時計には、日本製紙総合開発が運営する群馬県丸沼高原スキー場のロゴが掲げられている。

## 洋紙発祥の地

「洋紙発祥之地」の石碑

当地は日本製紙の源流にあたる王子製紙 (初代)の創業の地かつ王子工場の跡地であることから、日本製紙の登記上の本店所在地となっているほか、敷地内には「洋紙発祥之地」の石碑が設置されている。
1873年（明治6年）に渋沢栄一が中心となり設立された「抄紙会社」（旧王子製紙の前身）は工場の建設用地の選定にあたり、東京近郊で良質な水が豊富にある場所を求めていたが、渋沢と交流が深かった鹿島方（現・鹿島建設）二代目・鹿島岩蔵による入念な調査により東京府北豊島郡王子村に設けることが決まった。工事は1874年（明治7年）9月に着工。英国人技師チースメンの指導の下鹿島方が工事を請け負い、翌1875年（明治8年）12月に煉瓦造の工場が竣工した。1889年（明治22年）には隣接地に第2工場が竣工、翌1890年（明治23年）には事務所棟が竣工、後に石神井川を挟んだ対岸に電気工場も設けられた。
しかし1945年（昭和20年）4月13日に米軍の空襲を受け工場が全焼。翌1946年（昭和21年）1月15日に復旧工事の中止が決まり、王子工場は閉鎖された。
1949年（昭和24年）8月、過度経済力集中排除法に基づき王子製紙は解体され、王子工場の敷地は新たに設立された十条製紙に引き継がれた。
現在「洋紙発祥之地」の石碑がある場所が旧正門で、ゴルフ練習場（サンスクエアゴルフ）にあたる部分が第1工場、サンスクエアビルにあたる部分が第2工場および事務所棟の跡地となる。電気工場跡には1950年（昭和25年）に製紙記念館（現・紙の博物館）が設立されたが、首都高速中央環状線の建設工事に伴い1998年（平成10年）に飛鳥山公園に移転した。
「洋紙発祥之地」の石碑は1953年（昭和28年）に十条製紙により創設80年を記念して建立された。その後紙の博物館の敷地内に移設されたが、紙の博物館の移転に伴い現在の場所に再度移設されている。